# Christoph von Schmid

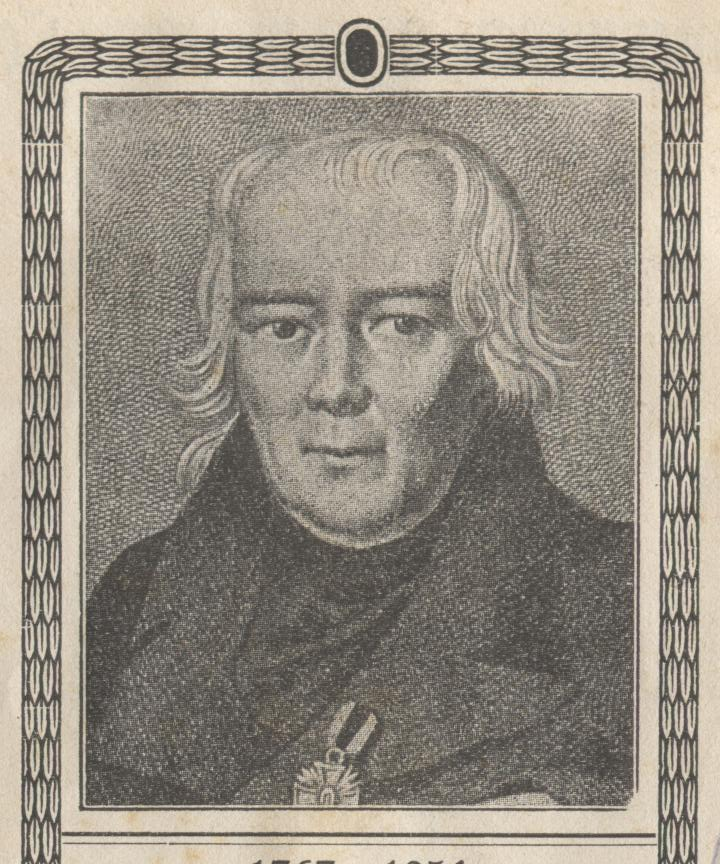
Christoph von Schmid.

Johann Christoph Friedrich von Schmid, född den 15 augusti 1768 i Dinkelsbühl, död den 3 september 1854 i Augsburg, var en tysk författare av ungdomsskrifter samt romersk-katolsk präst.
Schmid, som var lärjunge till Johann Michael Sailer, blev 1816 kyrkoherde i närheten av Ulm och 1827 domherre i Augsburg. Hans skrifter (Gesammelte erzählungen, ny utgåva 1901 ff.) är delvis översatta till de flesta europeiska språk. Schmids Erinnerungen utkom 1853–1857 (ny utgåva 1908).
Schmid är även ursprungsförfattare till morgonpsalmen Morgon mellan fjällen, Der Morgen im Gebirge 1814, med musik av Johann Adam Anthes 1826.
En minnesvård över honom sattes upp i Dinkelsbühl 1859.

## Svenska översättningar
- Huru Henrik af Eichenfels lärde känna Gud: berättelse för barn och barnawänner (anonym översättning, tryckt hos Samuel Rumstedt, 1827)
- Christoph Schmidt's berättelser för barn (Ur Erzählungen für Kinder und Kinderfreunde) (anonym översättning, Caron & Lundquist, 1838)
- Genoveva: en af de skönaste och mest rörande berättelser från forntiden (Genovefa) (anonym översättning, Ludw. Öberg, 1839) (Genoveva af Brabant, översättning Dorothea Dunckel, Chicago: [s.n.], 1874)
- Påskägget (Die Ostereyer) (anonym översättning, Durietz, 1842) ("ny [anonym] öfversättning", Lamm, 1872)
- Julaftonen (Die Weihnachtsabend) (anonym översättning, 1843)
- Gottfrid den lille eremiten (Gottfrid, der junge Einsiedler) (anonym översättning, Hjerta, 1844)
- Diamantkorset med flere valda berättelser (anonym översättning, Flodin, 1858)
- Timotheus och Philemon: historien om tvenne kristna tvillingbröder (anonym översättning, 1863)
- Lammet (Das Lämmchen) (översättning Dorothea Dunckel, Hjerta, 1863)
- Josaphat: konungason af Indien: en historia ur den kristna fortiden (Josaphat, Königssohn von Indien) (översättning Dorothea Dunckel, Hjerta, 1863)
- Rosa af Tannenburg (Rosa von Tannenburg) (översättning Anders Fredrik Dalin, Hjerta, 1865) (Rosa von Tannenburg eller Fiendehat och barnakärlek: en riddareberättelse, [bearbetning] af Jasso Billung, Askerberg, 1885) (
- 200 små berättelser för barn (anonym översättning, Flodin, 1870)
- Valda berättelser (anonym översättning, Seligmann, 1889)
- Blomsterkorgen eller trons seger ([anonym] öfvers. från engelskan, 1901) (Blomsterkorgen, översättning E. W-n, med originalillustrationer af Jenny Nyström, Jönköping, 1901)
- Jon Blund: 130 små, korta fabler och berättelser för kvällsstunder (anonym översättning, Sörlin, 1944)